# Troupe de la Comédie-Française en 1755

## Composition de la troupe de laComédie-Françaiseen1755
L'année théâtrale commence le 7 avril 1755 (veille des Rameaux) et se termine le 10 avril 1756.
| Directeur :                  |                          |
| Acteurs                      | Actrices                 |
| Le Grand                     | La Motte                 |
| de La Thorillière            | Dangeville               |
| Armand                       | Gaussin                  |
| Du Breuil                    | Grandval                 |
| Sarrazin                     | Dumesnil                 |
| Grandval                     | Lavoy                    |
| Dangeville                   | Drouin                   |
| Dubois                       | Clairon                  |
| Bonneval                     | Beauménard               |
| de La Noue                   | Brillant                 |
| Paulin                       | Hus                      |
| Lekain                       | Guéant                   |
| Bellecour                    |                          |
| Préville                     |                          |
| Danseurs                     | Danseuses                |
| Armand, directeur            | Gaurion                  |
| La Rivière, maître de ballet | Camargo                  |
| Giraud, maître de musique    | Martigny                 |
| de Launay, répétiteur        | Rosalie                  |
| Bajofrois                    | Chauvin                  |
| Gougy                        | Dupré                    |
| Feuillade                    | Laneuville               |
| Martin                       | Cornu                    |
| D'Auvigny                    |                          |
| Félix                        |                          |
| Orchestre                    |                          |
| Branche                      | Perrin                   |
| Piset                        | Chartier                 |
| Blondeau                     | Madrou et Béraut, flûtes |

## Source
- Almanach historique et chronologique de tous les spectacles, Paris 1756.